# Sten Flink

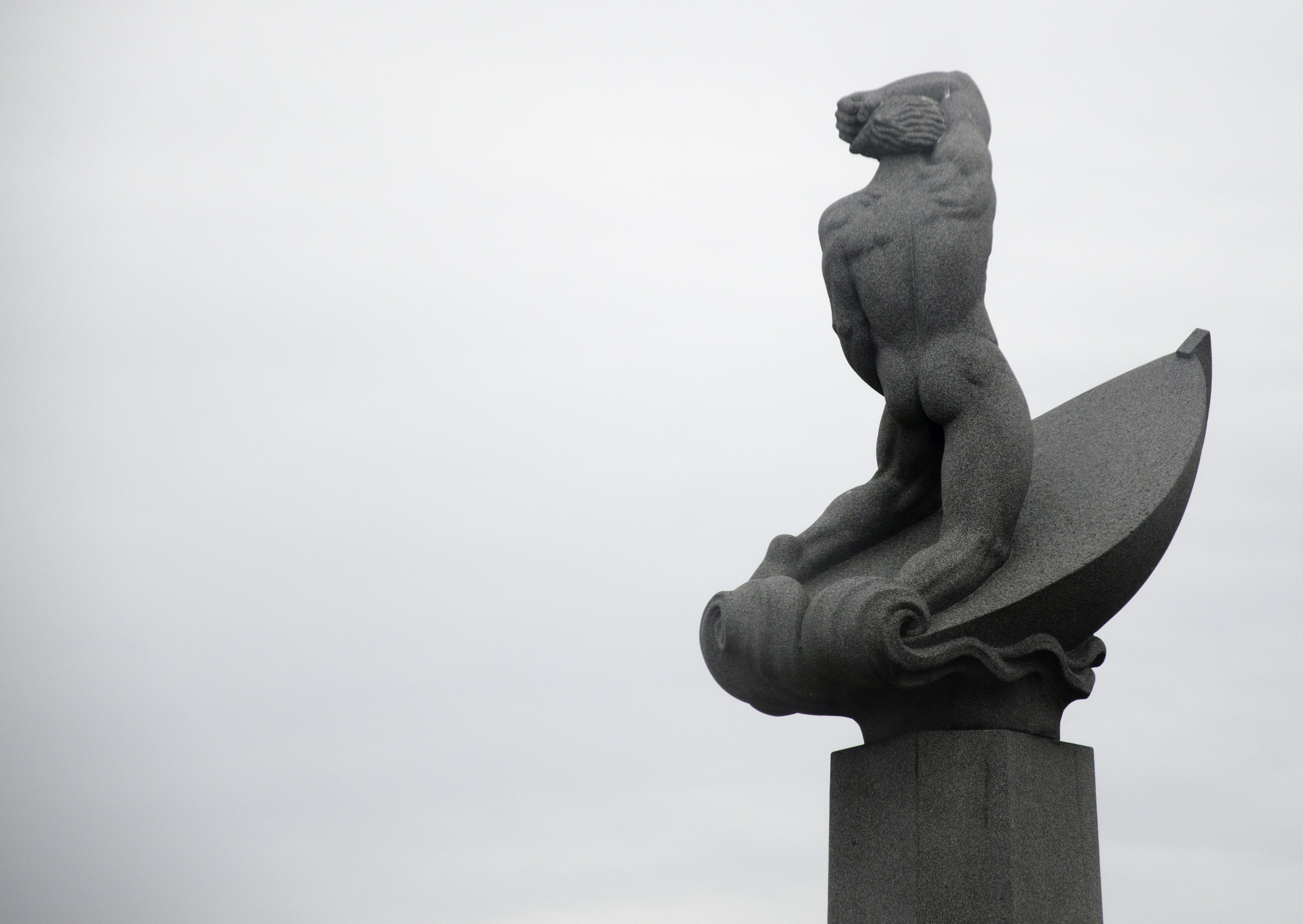
Spejande sjömannen av Sten Flink placerad i Västervik

Sten Flink, född 30 oktober 1906 i Västervik, död 29 april 1982 i Göteborgs Carl Johans församling, var en svensk skulptör och glasgravör.
Han var son till gravören Karl Erik Flink och Anna Anderberg och från 1946 gift med Karin Viola Molander.
Flink studerade konst i Stockholm 1926–1929. Tillsammans med Hilmer A:son Anderz ställde han ut i Västervik. Bland hans offentliga arbeten märks skulpturen Spejande sjömannen placerad i Västervik, Armasjärvimonumentet i Armasjärvi och Slagen i bojor samt gravvårdsreliefer och glasgravyrer. Makarna Flink är begravda på Västerviks nya kyrkogård.